# 酸素増感比
酸素増感比（さんそぞうかんひ、英Oxygen Enhancement Ratio、OER）とは、放射線の間接作用の一つである酸素効果の大きさを表す放射線治療あるいは放射線障害における指標である。
酸素増感比(OER)はある同じ生物学的効果を得るのに高酸素下(hyperoxia)で必要な放射線量に対する低酸素下(hypoxia)での線量の比で定義される。
{\displaystyle OER={\frac {D_{\mathrm {hypoxia} }}{D_{\mathrm {hyperoxia} }}}}
後述するように低酸素下では放射線抵抗性を示すため、一般にOERは1.0以上になる。
各々の電離放射線に関して組織の性質の違いによって同量の吸収線量が与える影響の差を評価するのが酸素増感比であるが、対して各々の生物種に関して電離放射線の線質の違いが与える影響の差を評価するものに相対的生物学的効果比(Relative Biological Effectiveness, RBE)がある。

## 酸素効果とOER
分子酸素(O2)は放射線照射によって生じたフリーラジカル(R・)と反応し、修復不可能なペルオキシルラジカル(RO2・)を形成することによって組織の初期損傷を固定化する。そのため、組織における酸素分圧は放射線感受性に大きな影響を与える。
一般に放射線の組織への作用は高酸素化で大きく、低酸素化で小さい。これを酸素効果という。低酸素化では酸素効果が起こりにくくなるので通常酸素分圧(約40mmHg)下の組織に比して放射線抵抗性が生じ、ある放射線効果を得るのに必要な線量は通常組織に比べて多くなる。これは放射線治療の効果を低下させる一因である。
酸素効果は間接効果をその主たる効果とするX線やγ線などの低LET放射線において顕著であり、このときOERは2～3である。これは例えば、腫瘍内部の低酸素領域に損傷を与えるには通常の酸素分圧の組織に比して２～３倍程度の線量を必要とするということである。
逆に直接効果をその主たる効果とする速中性子線をはじめとする粒子線など高LET放射線については損傷の固定に酸素の存在を必要としないので、OERは1に近くなる。
また、LETが200keV/μm以上の放射線ではOERは1になり、酸素効果はなくなる。